# Klein Kussewitz
Klein Kussewitz was tot 2018 een gemeente in de Duitse deelstaat Mecklenburg-Voor-Pommeren, en maakt deel uit van het Landkreis Rostock. De gemeente die deelnam in het Amt Carbäk werd opgenomen in de gemeente Bentwisch en werd daardoor deel van het Amt Rostocker Heide.
Klein Kussewitz telt  752 inwoners.